# Sporting olympique avignonnais XIII
Maillots
Actualités
Le SO Avignon XIII est un club de rugby à XIII français basé à Avignon (Vaucluse) et fondé en 1916. Le club de Provence-Alpes-Côte d'Azur est présidé par Christophe Jouffret. Le SO Avignon évolue au plus haut niveau français, disputant le Championnat de France d'« Élite 1 ». Le club a remporté un Championnat de France en 2018 et cinq Coupes de France (1955, 1956, 1982, 1989 et 2013).

## Histoire

Ancien loge du club jusqu'en 2018.

Le Sporting olympique avignonnais XIII est le doyen des clubs sportifs avignonnais : il a été créé en 1916,.
Le S.O.A. est dans les années 1950 un club de toute première importance : il participe en cinq ans (1955-1959) à cinq finales nationales (2 fois vainqueur de la Coupe, finaliste du championnat et deux fois finaliste malchanceux de la Coupe). 
Parmi les personnalités les plus marquantes, il faut signaler Jacques Merquey, dans les années 1950, et Patrick Entat, de 1986 à 1995. Ce dernier fut aussi entraîneur du club  en 1998 et le mena en finale de la Coupe de France.
Certaines familles ont aussi marqué le club en fournissant des dynasties de joueurs : les deux plus importantes sont les Savonne et les Rouqueirol.
Les années 2000 et 2010 voient sortir de la formation de nombreux internationaux : Tony Gigot, Fouad Yaha, Benjamin Jullien ou Vincent Duport, qui tous ont évolué en Super League et en équipe de France.
Lors de la Coupe du monde 2017, Olivier Arnaud est sélectionné en équipe de France.

## Palmarès
| Championnat de France                          | Coupe de France                                                                               | Championnat de France de deuxième division |
| ---------------------------------------------- | --------------------------------------------------------------------------------------------- | ------------------------------------------ |
| - Champion (1) : 2018. - Finaliste (1) : 1957. | - Vainqueur (5) : 1955, 1956, 1982, 1989 et 2013. - Finaliste (4) : 1947, 1958, 1959 et 1998. | - Finaliste (1) : 1998                     |

## Personnalités historiques du club

### Entraîneurs
- Renaud Guigue
- Lucien De Macedo (adjoint)
- Joris Clément (adjoint)

### Joueurs emblématiques
En 1984, date de la publication par André Passamar de l' « Encyclopédie de Treize Magazine » , le club avait déjà donné 23 joueurs à l'équipe de France.
Les joueurs ayant évolué sous le maillot d'Avignon et sous le maillot de l'équipe de France sont
| - Patrick Accroue - Olivier Arnaud - Marc Balleroy - Aimé Barcelli - André Béraud - Hervé Bonet - Thierry Buttignol - Patrick Carias - André Casas - Paul Césard - Philippe Chiron - Louis Dehaye - Guy Delaye - Lucien de Macedo - Vincent Duport - Patrick Entat |  | - Jacques Fabre - André Ferren - Marius Frattini - Benjamin Garcia - Jacques Garzino - Tony Gigot - Jean-Charles Giorgi - Serge Gleyzes - Mickaël Goudemand - Jacques Guigue - Bernard Imbert - Jacques Imbert - Jean-Marie Imbert - René Jean |  | - Benjamin Jullien - Laurent Lambert - Jean-René Ledru - Jean-Pierre Matter - Jacques Merquey - Jacques Montiès - Robert Moulinas - Augustin Parent - Christian Pirreda - René Rangotte - Roger Rey - François Rivière - Jean Rouqueirol - Marcel Teychenné - André Savonne - Gérard Savonne - Yves Villoni |

## Saisons en Championnat de France
| Année                                      | Année                                      | Saison régulière                                                             | Saison régulière                                                             | Saison régulière                                                             | Saison régulière                                                             | Saison régulière                                                             | Saison régulière                                                             | Saison régulière                                                             | Saison régulière                                                             | Phase finale                                                                 | Phase finale                                                                 | Phase finale                                                                 | Phase finale                                                                 | Phase finale                                                                 | Phase finale                                                                 | Phase finale                                                                 | Coupe              |
| Année                                      | Année                                      | Class.                                                                       | Points                                                                       | MJ                                                                           | V.                                                                           | N.                                                                           | D.                                                                           | Pp.                                                                          | Pc.                                                                          | Perf.                                                                        | MJ                                                                           | V.                                                                           | N.                                                                           | D.                                                                           | Pp.                                                                          | Pc.                                                                          | Performance        |
| Championnat de France de deuxième division | Championnat de France de deuxième division | Championnat de France de deuxième division                                   | Championnat de France de deuxième division                                   | Championnat de France de deuxième division                                   | Championnat de France de deuxième division                                   | Championnat de France de deuxième division                                   | Championnat de France de deuxième division                                   | Championnat de France de deuxième division                                   | Championnat de France de deuxième division                                   | Championnat de France de deuxième division                                   | Championnat de France de deuxième division                                   | Championnat de France de deuxième division                                   | Championnat de France de deuxième division                                   | Championnat de France de deuxième division                                   | Championnat de France de deuxième division                                   | Championnat de France de deuxième division                                   | Coupe de France    |
| 1998                                       | 1998                                       |                                                                              |                                                                              |                                                                              |                                                                              |                                                                              |                                                                              |                                                                              |                                                                              |                                                                              |                                                                              |                                                                              |                                                                              |                                                                              |                                                                              |                                                                              | Finaliste          |
| Championnat de France de première division | Championnat de France de première division | Championnat de France de première division                                   | Championnat de France de première division                                   | Championnat de France de première division                                   | Championnat de France de première division                                   | Championnat de France de première division                                   | Championnat de France de première division                                   | Championnat de France de première division                                   | Championnat de France de première division                                   | Championnat de France de première division                                   | Championnat de France de première division                                   | Championnat de France de première division                                   | Championnat de France de première division                                   | Championnat de France de première division                                   | Championnat de France de première division                                   | Championnat de France de première division                                   | Coupe de France    |
| 1999                                       | 1999                                       | 9e                                                                           | 36                                                                           |                                                                              |                                                                              |                                                                              |                                                                              |                                                                              |                                                                              | Non qualifié                                                                 |                                                                              |                                                                              |                                                                              |                                                                              |                                                                              |                                                                              | Demi-finale        |
| 2000                                       | 2000                                       | 7e                                                                           | 46                                                                           |                                                                              |                                                                              |                                                                              |                                                                              |                                                                              |                                                                              | Quart-de-finale                                                              |                                                                              |                                                                              |                                                                              |                                                                              |                                                                              |                                                                              | Quart de finale    |
| 2001                                       | 2001                                       | 6e                                                                           | 44                                                                           |                                                                              |                                                                              |                                                                              |                                                                              |                                                                              |                                                                              | Quart-de-finale                                                              | 2                                                                            | 0                                                                            | 0                                                                            | 2                                                                            | 34                                                                           | 70                                                                           |                    |
| 2002                                       |                                            |                                                                              |                                                                              |                                                                              |                                                                              |                                                                              |                                                                              |                                                                              |                                                                              |                                                                              |                                                                              |                                                                              |                                                                              |                                                                              |                                                                              |                                                                              |                    |
| Championnat de France de deuxième division | Championnat de France de deuxième division | Championnat de France de deuxième division                                   | Championnat de France de deuxième division                                   | Championnat de France de deuxième division                                   | Championnat de France de deuxième division                                   | Championnat de France de deuxième division                                   | Championnat de France de deuxième division                                   | Championnat de France de deuxième division                                   | Championnat de France de deuxième division                                   | Championnat de France de deuxième division                                   | Championnat de France de deuxième division                                   | Championnat de France de deuxième division                                   | Championnat de France de deuxième division                                   | Championnat de France de deuxième division                                   | Championnat de France de deuxième division                                   | Championnat de France de deuxième division                                   | Coupe de France    |
| 2003                                       |                                            |                                                                              |                                                                              |                                                                              |                                                                              |                                                                              |                                                                              |                                                                              |                                                                              |                                                                              |                                                                              |                                                                              |                                                                              |                                                                              |                                                                              |                                                                              |                    |
| 2004                                       |                                            |                                                                              |                                                                              |                                                                              |                                                                              |                                                                              |                                                                              |                                                                              |                                                                              |                                                                              |                                                                              |                                                                              |                                                                              |                                                                              |                                                                              |                                                                              |                    |
| 2005                                       |                                            |                                                                              |                                                                              |                                                                              |                                                                              |                                                                              |                                                                              |                                                                              |                                                                              |                                                                              |                                                                              |                                                                              |                                                                              |                                                                              |                                                                              |                                                                              |                    |
| 2006                                       |                                            |                                                                              |                                                                              |                                                                              |                                                                              |                                                                              |                                                                              |                                                                              |                                                                              |                                                                              |                                                                              |                                                                              |                                                                              |                                                                              |                                                                              |                                                                              |                    |
| 2007                                       |                                            |                                                                              |                                                                              |                                                                              |                                                                              |                                                                              |                                                                              |                                                                              |                                                                              |                                                                              |                                                                              |                                                                              |                                                                              |                                                                              |                                                                              |                                                                              |                    |
| 2008                                       | 2008                                       |                                                                              |                                                                              |                                                                              |                                                                              |                                                                              |                                                                              |                                                                              |                                                                              |                                                                              |                                                                              |                                                                              |                                                                              |                                                                              |                                                                              |                                                                              | Huitième de finale |
| Championnat de France de première division | Championnat de France de première division | Championnat de France de première division                                   | Championnat de France de première division                                   | Championnat de France de première division                                   | Championnat de France de première division                                   | Championnat de France de première division                                   | Championnat de France de première division                                   | Championnat de France de première division                                   | Championnat de France de première division                                   | Championnat de France de première division                                   | Championnat de France de première division                                   | Championnat de France de première division                                   | Championnat de France de première division                                   | Championnat de France de première division                                   | Championnat de France de première division                                   | Championnat de France de première division                                   | Coupe de France    |
| 2009                                       | 2009                                       | 8e                                                                           | 34                                                                           | 20                                                                           | 7                                                                            | 1                                                                            | 12                                                                           | 434                                                                          | 559                                                                          | Non qualifié                                                                 | -                                                                            | -                                                                            | -                                                                            | -                                                                            | -                                                                            | -                                                                            | Quart de finale    |
| 2010                                       | 2010                                       | 8e                                                                           | 23                                                                           | 16                                                                           | 3                                                                            | 1                                                                            | 12                                                                           | 332                                                                          | 602                                                                          | Non qualifié                                                                 | -                                                                            | -                                                                            | -                                                                            | -                                                                            | -                                                                            | -                                                                            | Huitième de finale |
| 2011                                       | 2011                                       | 6e                                                                           | 39                                                                           | 20                                                                           | 9                                                                            | 1                                                                            | 10                                                                           | 604                                                                          | 655                                                                          | Non qualifié                                                                 | -                                                                            | -                                                                            | -                                                                            | -                                                                            | -                                                                            | -                                                                            | Quart de finale    |
| 2012                                       | 2012                                       | 3e                                                                           | 44                                                                           | 18                                                                           | 13                                                                           | 0                                                                            | 5                                                                            | 562                                                                          | 400                                                                          | Demi-finale                                                                  | 2                                                                            | 1                                                                            | 0                                                                            | 1                                                                            | 66                                                                           | 43                                                                           | Huitième de finale |
| 2013                                       | 2013                                       | 4e                                                                           | 36                                                                           | 17                                                                           | 10                                                                           | 0                                                                            | 7                                                                            | 416                                                                          | 386                                                                          | 1er tour                                                                     | 1                                                                            | 0                                                                            | 0                                                                            | 1                                                                            | 28                                                                           | 29                                                                           | Vainqueur          |
| 2014                                       | 2014                                       | 7e                                                                           | 38                                                                           | 20                                                                           | 9                                                                            | 2                                                                            | 9                                                                            | 558                                                                          | 487                                                                          | 1er tour                                                                     | 1                                                                            | 0                                                                            | 0                                                                            | 1                                                                            | 18                                                                           | 29                                                                           | Demi-finale        |
| 2015                                       | 2015                                       | 7e                                                                           | 35                                                                           | 20                                                                           | 8                                                                            | 1                                                                            | 11                                                                           | 498                                                                          | 415                                                                          | Quart-de-finale                                                              | 2                                                                            | 1                                                                            | 0                                                                            | 1                                                                            | 67                                                                           | 36                                                                           | Demi-finale        |
| 2016                                       | 2016                                       | 6e                                                                           | 34                                                                           | 20                                                                           | 10                                                                           | 1                                                                            | 9                                                                            | 477                                                                          | 524                                                                          | Quart-de-finale                                                              | 1                                                                            | 0                                                                            | 0                                                                            | 1                                                                            | 10                                                                           | 22                                                                           | Huitième de finale |
| 2017                                       | 2017                                       | 5e                                                                           | 42                                                                           | 20                                                                           | 13                                                                           | 0                                                                            | 7                                                                            | 511                                                                          | 616                                                                          | 1er tour                                                                     | 1                                                                            | 0                                                                            | 0                                                                            | 1                                                                            | 14                                                                           | 34                                                                           | Huitième de finale |
| 2018                                       | 2018                                       | 4e                                                                           | 39                                                                           | 19                                                                           | 11                                                                           | 0                                                                            | 8                                                                            | 540                                                                          | 417                                                                          | Champion                                                                     | 3                                                                            | 2                                                                            | 0                                                                            | 1                                                                            | 68                                                                           | 67                                                                           | Quart de finale    |
| 2019                                       | 2019                                       | 8e                                                                           | 25                                                                           | 19                                                                           | 6                                                                            | 0                                                                            | 13                                                                           | 365                                                                          | 577                                                                          | Non qualifié                                                                 | -                                                                            | -                                                                            | -                                                                            | -                                                                            | -                                                                            | -                                                                            | Seizième de finale |
| 2020                                       | 2020                                       | Édition annulée et titre non décerné en raison de la pandémie de coronavirus | Édition annulée et titre non décerné en raison de la pandémie de coronavirus | Édition annulée et titre non décerné en raison de la pandémie de coronavirus | Édition annulée et titre non décerné en raison de la pandémie de coronavirus | Édition annulée et titre non décerné en raison de la pandémie de coronavirus | Édition annulée et titre non décerné en raison de la pandémie de coronavirus | Édition annulée et titre non décerné en raison de la pandémie de coronavirus | Édition annulée et titre non décerné en raison de la pandémie de coronavirus | Édition annulée et titre non décerné en raison de la pandémie de coronavirus | Édition annulée et titre non décerné en raison de la pandémie de coronavirus | Édition annulée et titre non décerné en raison de la pandémie de coronavirus | Édition annulée et titre non décerné en raison de la pandémie de coronavirus | Édition annulée et titre non décerné en raison de la pandémie de coronavirus | Édition annulée et titre non décerné en raison de la pandémie de coronavirus | Édition annulée et titre non décerné en raison de la pandémie de coronavirus | Seizième de finale |
| 2021                                       | 2021                                       | 5e                                                                           | 37                                                                           | 18                                                                           | 11                                                                           | 0                                                                            | 7                                                                            | 547                                                                          | 406                                                                          | Demi-finale                                                                  | 2                                                                            | 1                                                                            | 0                                                                            | 1                                                                            | 42                                                                           | 49                                                                           | Annulé             |
| 2022                                       | 2022                                       | 6e                                                                           | 29                                                                           | 16                                                                           | 8                                                                            | 0                                                                            | 8                                                                            | 412                                                                          | 331                                                                          | 1er tour                                                                     | 1                                                                            | 0                                                                            | 0                                                                            | 1                                                                            | 12                                                                           | 46                                                                           | Annulé             |
| 2023                                       | 2023                                       | 7e                                                                           | 24                                                                           | 18                                                                           | 6                                                                            | 0                                                                            | 12                                                                           | 404                                                                          | 468                                                                          | Non qualifié                                                                 | -                                                                            | -                                                                            | -                                                                            | -                                                                            | -                                                                            | -                                                                            | Demi-finale        |
| 2024                                       | 2024                                       | 7e                                                                           | 26                                                                           | 18                                                                           | 7                                                                            | 0                                                                            | 11                                                                           | 378                                                                          | 539                                                                          | Non qualifié                                                                 | -                                                                            | -                                                                            | -                                                                            | -                                                                            | -                                                                            | -                                                                            | Demi-finale        |
| 2025                                       | 2025                                       | 10e                                                                          | 25                                                                           | 20                                                                           | 7                                                                            | 0                                                                            | 13                                                                           | 354                                                                          | 566                                                                          | Non qualifié                                                                 | -                                                                            | -                                                                            | -                                                                            | -                                                                            | -                                                                            | -                                                                            | Huitième de finale |

## Évolution du budget
- 2014-2015 : 450 000 €

## Autres équipes
L'équipe junior du SO Avignon XIII évolue également dans le championnat Élite 2011-2012.
Les minimes et cadets du SOA sont engagés dans le championnat régional (Ligue PACA) puis participent au championnat de France à l'issue de la phase régionale.